# Francis Obikwelu

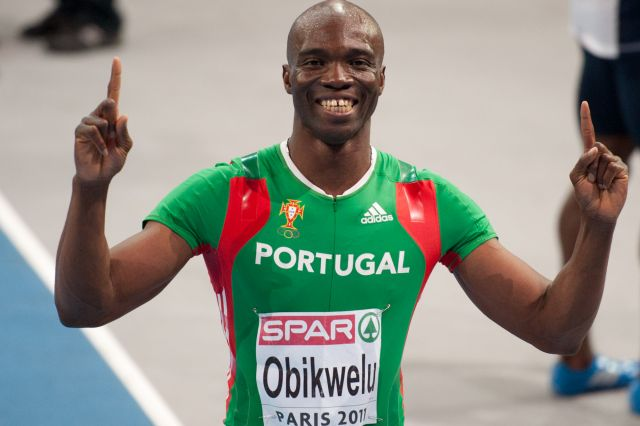
Francis Obikwelu podczas halowych mistrzostw Europy w Paryżu 6 marca 2011.

Francis Obirah Obikwelu (ur. 22 listopada 1978 w Onitsha) – lekkoatleta nigeryjski, od 2001 obywatel Portugalii. Specjalizuje się w biegach sprinterskich. Czterokrotny uczestnik igrzysk olimpijskich (Atlanta, Sydney, Ateny, Pekin).

## Kariera
Obikwelu osiadł w Portugalii w 1994. W 1996 został podwójnym mistrzem świata juniorów (na 100 i 200 m). W sezonie 1997 zdobył medale seniorskich mistrzostw świata, zarówno w hali w Paryżu (brąz na 200 m), jak i na otwartym stadionie w Atenach (srebro ze sztafetą nigeryjską 4x100 m). Na mistrzostwach świata w Sewilli (1999) sięgnął po dwa brązowe medale (200 m, sztafeta 4x100 m).
Mimo tych sukcesów nie został powołany do kadry olimpijskiej Nigerii na igrzyska w Sydney w 2000. Obikwelu przyjął w tej sytuacji obywatelstwo Portugalii, zdobył w nowych barwach narodowych wicemistrzostwo Europy na 200 m (Monachium, 2002), wicemistrzostwo olimpijskie na 100 m (Ateny, 2004) oraz mistrzostwo Europy na 100 i 200 m (Göteborg, 2006). 
W 2006 roku został wybrany lekkoatletą roku w Europie.

## Rekordy życiowe
- bieg na 100 m - 9,86 s (22 sierpnia 2004) rekord Europy do 2021, obecnie rekord Portugalii[1]
- bieg na 200 m - 19,84 s (25 sierpnia 1999)
- sztafeta 4 x 100 m - 37,94 s (1997) do 2019 rekord Afryki

## Najlepszy wynik w sezonie na 100 m
| Rok  | Wiek    | Wynik | Miejsce      | Data        | Wynik na świecie |
| ---- | ------- | ----- | ------------ | ----------- | ---------------- |
| 1998 | 20 lat  | 10,01 | Oslo         | 9 lipca     | 12               |
| 1999 | 21 lat  | 10,01 | Johannesburg | 15 września | 12               |
| 2000 | 22 lata | 9,97  | Lozanna      | 5 lipca     | 4                |
| 2001 | 23 lata | 9,98  | Berlin       | 31 sierpnia | 4                |
| 2002 | 24 lata | 10,01 | Bruksela     | 30 sierpnia | 10               |
| 2003 | 25 lat  | 10,11 | Zurych       | 15 sierpnia | 35               |
| 2004 | 26 lat  | 9,86  | Ateny        | 22 sierpnia | 2                |
| 2005 | 27 lat  | 10,04 | Ateny        | 14 czerwca  | 14               |
| 2006 | 28 lat  | 9,99  | Göteborg     | 8 sierpnia  | 5                |
| 2007 | 29 lat  | 10,06 | Oslo         | 15 czerwca  | 16               |
| 2008 | 30 lat  | 10,04 | Rzym         | 11 lipca    | 25               |
| 2009 | 31 lat  | 10,10 | Salamanka    | 8 lipca     | 46               |
| 2010 | 32 lata | 10,18 | Barcelona    | 28 lipca    | 55               |